# Azotea ajardinada

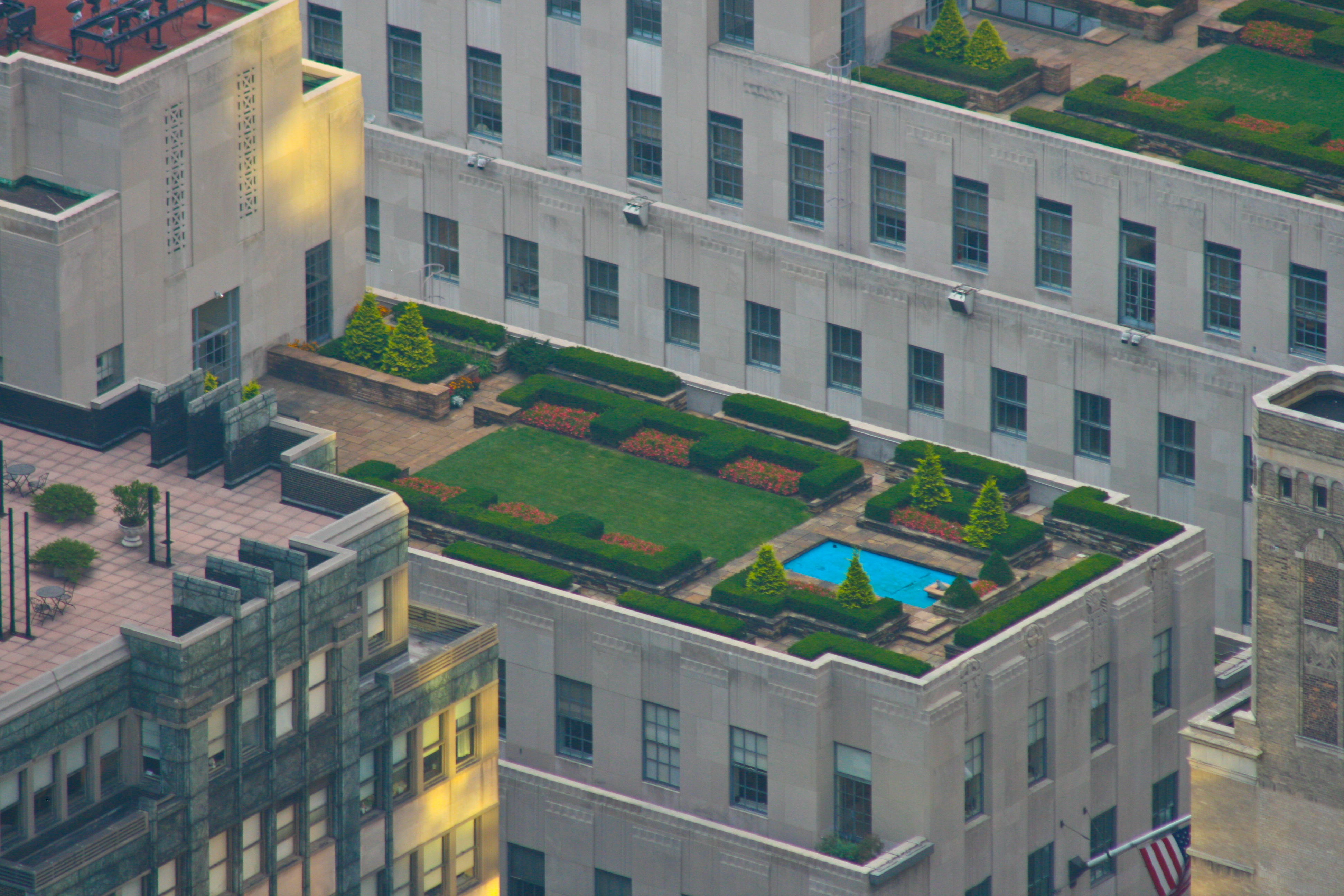
Azotea ajardinada del Rockefeller Center de Nueva York

Una azotea ajardinada, terraza ajardinada, también denominada  azotea verde, es cualquier jardín ubicado en la azotea de una construcción. Además del efecto decorativo y ecológico que generan, los jardines de techo pueden proveer alimentos, aislamiento acústico y control de temperatura. También sirven como lugar de recreación. Una azotea ajardinada se diferencia de un techo verde en que busca ser un espacio estéticamente agradable de ocio y de vida en la naturaleza, mientras que en el techo verde la principal preocupación es maximizar los beneficios de la energía y la cobertura proporcionada por el aislamiento.